# گوران کاران
گوران کاران (به انگلیسی: Goran Karan) (زاده ۲ آوریل ۱۹۶۴) خواننده کروات است.
او نماینده کرواسی در مسابقه آواز یوروویژن ۲۰۰۰ بود.